# Liberaldemokraterne
|  | Denne artikel handler om det britiske politiske parti. For det europæiske parti, der også omtales under navnet, se Alliancen af Liberale og Demokrater for Europa (parti) |
Liberaldemokraterne (engelsk: The Liberal Democrats) er et britisk socialliberalt politisk parti.
Partiet indgik i 2010-15 i en koalitionsregering med Det Konservative Parti, men efter  Parlamentsvalget i Storbritannien 2015 udtrådte partiet af David Camerons regering, da de konservative opnåede absolut flertal. Ved valget gik liberaldemokraterne kraftigt tilbage og har i dag (2015) blot 8 repræsentanter i Underhuset.
Ved parlamentsvalgene i 2005 og 2010 opnåede partiet fremgang til henholdsvis 22 og 23 procent af stemmerne. På trods af dette gik partiet i 2010 tilbage fra 62 til 57 medlemmer i parlamentet, men da intet parti opnåede absolut flertal, indgik Liberal Democrats i en koalitionsregering med de Konservative.
Liberal Democrats var i perioden 2007-15 ledet af Nick Clegg, der efter valgnederlaget i 2015 trådte tilbage som partileder og blev afløst af Tim Farron. I juli 2019 blev Jo Swinson valgt som ny partileder, og sad indtil hun efter parlamentsvalget i december 2019 trådte tilbage, da hun mistede sin plads i Underhuset. I august 2020 blev Ed Davey valgt som ny partileder.

## Historie
Det nuværende liberaldemokratiske parti blev dannet i 1988, da det gamle liberale parti sluttede sig sammen med en gruppe socialdemokrater, der havde brudt ud fra Labour. 
Indtil 1924 var det liberale parti ét af to store partier i Storbritannien. Efter 1924 havde partiet flere gange haft en betydelig opbakning fra vælgerne, men opnåede ikke en tilsvarende repræsentation i det britiske parlament. Årsagen til dette er, at valgmetoden med valg i enkeltmandskredse (uden tillægsmandater) er til fordel for de to største partier. Ved valget i 1992 fik partiet fx. 17,8% af stemmerne, men kun 3,1% af pladserne i Underhuset.